# Лакс
Префектура Лакс (фр. Prefecture Lacs) — одна із 8 префектур у складі Приморського регіону Тоголезької Республіки. Адміністративний центр — місто Анехо.

## Населення
| 2000    | 2002    | 2003    | 2004    | 2005    | 2006    | 2010    |
| ------- | ------- | ------- | ------- | ------- | ------- | ------- |
| 213 000 | 218 000 | 221 000 | 223 000 | 226 000 | 229 000 | 172 148 |

Примітка: населення до 2006 року включно подано разом із префектурою Нижнє Моно, яка на той час була у складі префектури Лакс.

## Склад
До складу префектури входять 6 кантонів і комуна Таблігбо:
| № | Кантон    | Площа, км² | Населення, осіб (2010) | Центр     |
| - | --------- | ---------- | ---------------------- | --------- |
| 1 | Агбодрафо | -          | -                      | Агбодрафо |
| 2 | Агуеган   | -          | -                      | Агуеган   |
| 3 | Аклаку    | -          | -                      | Гбото     |
| 4 | Анехо     | -          | 24 891                 | Анехо     |
| 5 | Анфоїн    | -          | -                      | Анфоїн    |
| 6 | Ганаве    | -          | -                      | Ганаве    |
| 7 | Гліджі    | -          | -                      | Гліджі    |